# Göttin
Göttin è un comune di 58 abitanti dello Schleswig-Holstein, in Germania.

Appartiene al circondario (Kreis) del ducato di Lauenburg (targa RZ) ed è parte della comunità amministrativa di Büchen.